# Walhalla wacht
Walhalla wacht è il secondo album in studio del gruppo folk/viking metal olandese Heidevolk, pubblicato nel 2008.

## Tracce
1. Saksenland – 5:38
2. Koning Radboud – 3:40
3. Wodan heerst – 8:04
4. Hulde aan de kastelein – 1:03
5. Walhalla wacht – 4:11
6. Opstand der Bataven – 4:36
7. Het Wilde Heer – 5:48
8. Naar de hal der gevallenen – 1:59
9. Zwaarden geheven – 4:08
10. Dageraad – 2:22